# Harmonides dispar
Harmonides dispar är en insektsart som beskrevs av Fabricius. Harmonides dispar ingår i släktet Harmonides och familjen hornstritar. Inga underarter finns listade i Catalogue of Life.